# Anders Ollonberg
Anders Ollonberg, tidigare Toresson, född 13 maj 1636 i Önums församling, död 10 mars 1694 i Lidköping, var en svensk ämbetsman.

## Biografi
Anders Ollonberg föddes 1636 på Rangelstorp i Önums socken. Han var son till Tore Ollonberg. Ollonberg blev i oktober 1650 student vid Uppsala universitet och disputerade där 11 juni 1658. Han blev 1659 konduktör vid svenska armén i Danmark och tog avsked 1660. Ollonberg blev 13 november 1668 häradshövding i Leckö grevskap. Han avled 1694 i Lidköping och begravdes 21 september samma år i Lidköpings kyrka, där hans vapen sattes upp.

### Egendom
Ollonberg ägde gården Uvered i Uvereds socken.

### Familj
Ollonberg gifte sig 18 juni 1673 med Christina Stake (död 1717), dotter till kaptenen Göran Stake och Brita Oxe. De fick tillsammans barnen fänriken Johan Gabriel Ollonberg (1676–1729) och Anna Christina Ollonberg (1679–1706) som var gift med rådmannen Paul Werner i Lidköping.